# Bernhard Svensson (musiker)
Carl Bernhard Svensson, född 19 april 1886 i Ljusdal, död 17 januari 1964 i Hallsberg,  var en svensk kompositör och violinist.

## Biografi
Bernhard Svensson var son till järnvägsarbetaren Karl Svensson (1855–1905) från Grava och hustrun Brita Danielsdotter (1857–1916) från Rättvik. I början av 1890-talet bytte fadern yrke och blev gästgivare, först i Ljusdal, och i slutet av 1895 i Mora, på Hotell Gustaf Wasa, dit familjen då flyttade.
Svensson studerade vid läroverket i Falun, och for sen till Stockholm för att studera violin för professor Johan Lindberg och Lars Zetterquist. Han kom in vid Musikaliska Akademien 1903 men avbröt studierna och for hem till Mora för att arbeta på hotellet. När föräldrarna avled övertog han hela hotellrörelsen, men rörelsen sattes i konkurs omkring 1922.
Han ledde han Mora pojkscouters musikkår, och 1915 gjorde man flera framgångsrika framträdanden. Han var också konsertmästare i Mora orkesterförening, och undervisade i violinspel. Under 1920-talet drev han Mora konsertbureau, som arrangerade konserter och turnéer i hela Sverige för många internationellt kända artister, företrädesvis på violin, cello och piano samt sång.
År 1929 flyttade han till Hallsberg, där hans spelkamrat Evert Sahlberg (1901–1982) bodde. Sahlberg var lokalredaktör för Nerikes Allehanda och de brukade spela folkmusik och egenhändiga kompositioner. I slutet av 1929 företog de båda en konsertturné genom Europa, vilken upprepades i början av 1931. Under samma period spelade de in ett antal grammofonskivor för Polyphon, Husbondens röst och Orchestrola.
År 1935 inledde Svensson ett samarbete med Gunnar Hahn. Hahn tog upp och arrangerade många av Svensson egna låtar för sin spelmanskvartett och spelade dem i radio. Svenssons kanske mest kända melodi är Morakullans vals, som finns i ett flertal inspelningar.
Svensson tilldelades Zornmärket i guld i Stockholm 1946.

## Diskografi
Polyphon, inspelade 6 maj 1929, två fioler, dragspel & piano:
1. Tomt-Andreas Polska / Schottis från Härjedalen
2. Gånglåt (Olof Norén) / (a) Närkes-gökens vals (b) Härjedals polska
3. Farmors brudvals / Gammel vals
4. Vid skogsbäcken, polska (Lars Fredriksson) / Favorit schottis
5. Brudmarsch (Erik Löv) / Lill-Karin, vals (C. F. Appelgren)

Polyphon, inspelade i mars 1930, två fioler, dragspel & piano:
1. Jämtlands-polska / På Sätern, polska (Bernhard Svensson)
2. På bondbröllop, schottis (Bernhard Svensson) / Som förr i världen, polska (Evert Sahlberg)
3. I björkhagen, polska (Bernhard Svensson) / Farfarsfiolen, vals (Bernhard Svensson)
4. En svängom, sångvals (Evert Sahlberg) /I polsketakt (Evert Sahlberg)
5. Lillstintan, vals (Bernhard Svensson) / Spelmansmarsch (Bernhard Svensson)

His Master’s Voice, inspelade 10 maj 1930, två fioler:
1. Ack Värmeland du sköna (arr. B. Svensson) / Till österland vill jag fara (arr: B. Svensson)
2. Dold mellan furorna (Juhana Ennola, arr: B. Svensson) / (a) Spinn, spinn, (b) Mandom, mod och morske män (arr: B. Svensson)
3. Det var en lørdag aften (arr: B. Svensson) / Domaredansen (arr B. Svensson)
4. Fattigmanssång (arr: B. Svensson) / Bevara Gud vårt fosterland (arr: B. Svensson)

Orchestrola, inspelade i oktober 1930, två fioler, dragspel & piano:
1. Hos morfar / Tiveds-polskan (Evert Sahlberg)
2. Karl XV:s vals / Gammel-polska (Evert Sahlberg)
3. På fäbodstigen, vals / Takt i dansen, hambo
4. Till skogs, gånglåt / Friska tag, schottis

Polyphon, inspelade i augusti 1932, två fioler, dragspel & piano:
1. Kavaljersvalsen / Mormors favoritvals
2. På markna’n, polska (Bernhard Svensson) / På friarestråt, schottis (Bernhard Svensson)
3. Siljans-kullan, vals (Bernhard Svensson) / Salbo polska (Evert Sahlberg)